# Pregiudizi antisemiti
I Pregiudizi antisemiti è una lista di 16 definizioni redatta dalla fondazione CDEC Centro Documentazione Ebraica Contemporanea per il Centro nazionale per la lotta contro l'antisemitismo della Presidenza del Consiglio dei ministri italiano, a seguito della richiesta del Parlamento europeo.

## Pregiudizi antisemiti

### 14 (quattordici) parole 88 (ottantotto) precetti
Le Quattordici parole sono atte a indicare due chiari slogan utilizzati dai favoreggiatori del potere bianco e da gruppi neonazisti.
Il primo è "We must secure the existence of our people and a future for White children" ("Dobbiamo garantire l'esistenza del nostro popolo e un futuro per i bambini bianchi". 
Il secondo è "Because the beauty of the White Aryan woman must not perish from the earth." (Poiché la bellezza della donna bianca ariana non deve sparire dalla terra).
Entrambi creati dal terrorista suprematista bianco David Lane.
I due motti sono sempre indicati con il numero 14,  ma frequentemente vengono anche accostati al numero 88.

### Accusa del sangue
L’accusa del sangue è una leggenda antisemita che fa riferimento a false accuse divulgate dal Medioevo in poi, che narra di rituali eseguiti dagli ebrei con del sangue umano.

La falsa imputazione trae le origini precisamente nel 1144 a Norwich in Inghilterra e si diffuse nel Medioevo e continuamente nell’età moderna. Portò a processi sommari e stragi di ebrei. Riaffiora in epoca contemporanea con la Germania nazista. Ma anche in Polonia e nella società araba-islamica, e attualmente nelle teorie complottiste, con particolare rilevanza nel web.

Nota anche come omicidio rituale, è un modello archetipo antisemita, secondo cui gli ebrei utilizzerebbero sangue umano, con predilezione a quello dei bambini, durante la Pasqua ebraica per fini magici, rituali e curativi.

Inizialmente si diffuse in tono antiebraico in Inghilterra dal XII secolo, espandendosi poi con molteplici variazioni nei secoli successivi in tutta Europa, con straordinaria efficacia nelle valli del Reno, nel Nord Italia, in Polonia e in Russia.

La parte centrale della falsa accusa si basa sulla credenza che per il rituale, in particolar modo durante la Pasqua, gli ebrei uccidessero un bambino cristiano per utilizzare il sangue atto alla preparazione del pane azzimo.

Grande importanza assunse il noto caso di Simonino di Trento, verificatosi nel corso del 1475, di cui è conservata una considerevole documentazione legata al processo.

Il culto di Simonino nei secoli ebbe vasta rilevanza attraverso testi e iconografie. Fu abolito dalla chiesa cattolica solo nel 1965.
La diffusione dell'accusa del sangue contribuì, nel corso del XIX secolo, alla formazione del modello calunnioso dell'omicidio rituale come prerogativa dell'ebraismo; stereotipo che finì poi per diventare parte organica dell'ideologia e della propaganda antisemita del XX secolo.

### Ariani
La parola ariano, già presente nell’antichità classica, stava a indicare tutta la popolazione dell’area eurasiatica.

Ma soltanto nel XIX secolo, con l’inizio delle nazioni borghesi e lo strappo delle catalogazioni teologiche medievali, il termine è stato ripreso nella chiave linguistica e culturale dentro una sommaria ricerca delle origini della collettività e delle civiltà. Infatti già dalla seconda metà dell’ottocento il concetto di arianesimo venne adoperato per denotare una specifica categoria umana su base razziale, contrapposta a altre dubbie popolazioni come ad esempio i semiti e i camiti. Tuttavia, con l’ascesa della Germania nazista, l'arianesimo divenne un vero e proprio dogma dimostrato e supportato dall’organo statale del terzo reich, affinché ci fosse un parametro di misura per la schedature di razze inferiori destinate poi allo sterminio.

I fiancheggiatori della supremazia bianca di tutto il mondo inoltre negli ultimi decenni, hanno cominciato a usare la parola "ariano" come classificazione generica per le persone bianche e non ebree. L’uso di questa espressione oltre ciò, comprova il loro sostegno alle credenze razziste e alle azioni di genocidio della Germania nazista.

### Deicidio (accusa)
L’infondata accusa di deicidio, che individua gli ebrei come i diretti colpevoli dell’uccisione di Gesù, trae le sue origini dalla narrazione dei cristiani sin dal Vangelo, attribuendo anche al Sinedrio la responsabilità della morte di Cristo.
 
L’imputazione, ed il suo utilizzo, è stata perlopiù di connotazione pregiudiziale antigiudaica più che teologica e che, nei secoli scorsi, ha avuto come unico scopo la persecuzione degli ebrei, sino all’olocausto.

L’Accusa di deicidio fu la base più importante dell’antiebraismo cristiano, fino al 1965, quando il Concilio Vaticano II, con la Dichiarazione Nostra Aetate, decretò che l’uccisione di Gesù non poteva essere imputato agli ebrei.

### Delitti rituali dei giudei
I delitti rituali degli ebrei è la traduzione di Meurtre rituel chez les juifs, edito a Belgrado dal 1926 al 1929 e tradotto in varie lingue. È una tesi del monsignor Umberto Benigni che sosteneva la teoria antisemita dell'omicidio rituale ebraico.

Il prestigio del prelato declinò durante il pontificato di Benedetto XV, che gli tolse la protezione accordatagli dal predecessore Papa Pio X.
Benigni in quei anni si avvicinò al fascismo tanto che iniziò a collaborare col regime, sino a diventarne un agente informatore. Nel 1923 istituì anche l'Intesa Romana di Difesa Sociale (IRDS), un'associazione internazionale antisemita e anticomunista, che intendeva appoggiare il fascismo e le forze nazionaliste degli altri Paesi..

### Ebreo errante
La storia dell’ebreo errante è una leggenda appartenente alla mitologia cristiana che narra le vicissitudini dell’ebreo maledetto condannato a vagare sulla terra sino al secondo avvento di Cristo.
 
Nella narrazione cristiana viene condannato per aver deriso o percosso Gesù durante il tragitto verso il Calvario dove fu crocifisso.
Il racconto servì nei secoli a dar forza all’idea che gli ebrei erano la stirpe maledetta da Dio.
È risaputo che la diffusione della leggenda, unita alla credenza che gli ebrei fossero malvagi, fu una delle principali cause per veicolare violenza antisemita durante il Medioevo. Il mito dell’ebreo errante fu anche usato come simbolo dagli antisemiti tedeschi nel XIX secolo, e utilizzato a fine propagandistico dalla Germania nazista.

### Grande Sostituzione
Le prime notizie che si hanno della teoria della sostituzione risalgono al senatore democratico degli Stati Uniti, nonché governatore del Missouri Theodore Gilmore Bilbo, quando nella prima metà del ‘900, poco prima di morire, diede alle stampe il libro Take your choice: separation or mongrelization. Bilbo avallava la superiorità dei bianchi caucasici, che sosteneva fossero in grave pericolo a causa di mescolanze con altre razze. Bilbo inoltre ipotizzava che la razza bianca sarebbe scomparsa per essere sostituita negli anni se non si fosse arrestato il processo di inserimento degli emigrati.

Ripresa e ampliata dai neonazisti, come di frequente accade nelle teorie del complotto e cospirazione, gli ebrei sono indicati a vari livelli come colpevoli. Diffusa dall’estrema destra, di solito legata al suprematismo bianco, in tutto il mondo, negli ultimi anni ha preso piede anche in Europa, soprattutto a causa dei nuovi mezzi di comunicazione e dei social.
 
Composto da due distinti fattori, il primo sostiene che l’identità dell’occidente sia sotto attacco da parte di massive ondate di immigrazione da nazioni non europee, producendo così la sostituzione a livello demografico delle popolazioni bianche e di fede cristiana. Il secondo invece, afferma che la grande sostituzione sia stata organizzata da un fantomatico e potente gruppo come parte di un grande piano per governare l’umanità, azione che darà origine a una società del tutto omogenea in chiave razziale. Questo gruppo viene di frequente identificato come ebreo e sionista.

Negli ultimi anni si presume che la teoria complottista sia stata la causa di gravi attentati terroristici da parte di estremisti.

### Happy Merchant
È una raffigurazione antisemita di uomo ebreo dai connotati fisici fortemente stereotipati e alterati. Il Meme è frequentemente presente nella nuova iconografia antisemita online dell’estrema destra radicale.

L'immagine Happy Merchant inizialmente è stata creata dal fumettista conosciuto come A white man, pseudonimo di Nick Bougas, noto anche per le sue posizioni razziste e antisemite. Oltre ai neri e agli ebrei, le sue vignette, in modo occasionale, prendevano di mira anche altre minoranze come gay e femministe.

La figura dapprima faceva parte di una vignetta che includeva anche un disegno razzista che rappresentava un uomo di colore che diceva: "Un mondo senza ebrei e neri sarebbe come un mondo senza topi e scarafaggi". La vignetta per la prima volta è stata pubblicata in cartaceo, ma già dal febbraio 2001 è apparsa online.

#### Descrizione
L'immagine è una raffigurazione fortemente dispregiativa del popolo ebraico che utilizza molti stereotipi i quali includono:
- un grande naso a forma di uncino;
- il copricapo ebraico;
- un sorriso malevolo e le mani che si sfregano che stanno ad indicare un'indole avida;
- capelli neri con incipiente calvizie e barba lunga nera.

La figura è frequentemente usata nelle comunità Internet come 4chan e altri siti web che supportano l’antisemitismo.

### Israhell
Israhell è l’unione di due termini inglesi: Israel e hell (inferno in inglese).

Il termine è apparso inizialmente nella prima traduzione in inglese del Nuovo Testamento in greco di Martyr William Tyndale nel 1526 e ristampato nel 1836.

Negli ultimi decenni Israhell ha assunto una forte connotazione di linguaggio dispregiativo per riferirsi ad Israele.

### Judensau

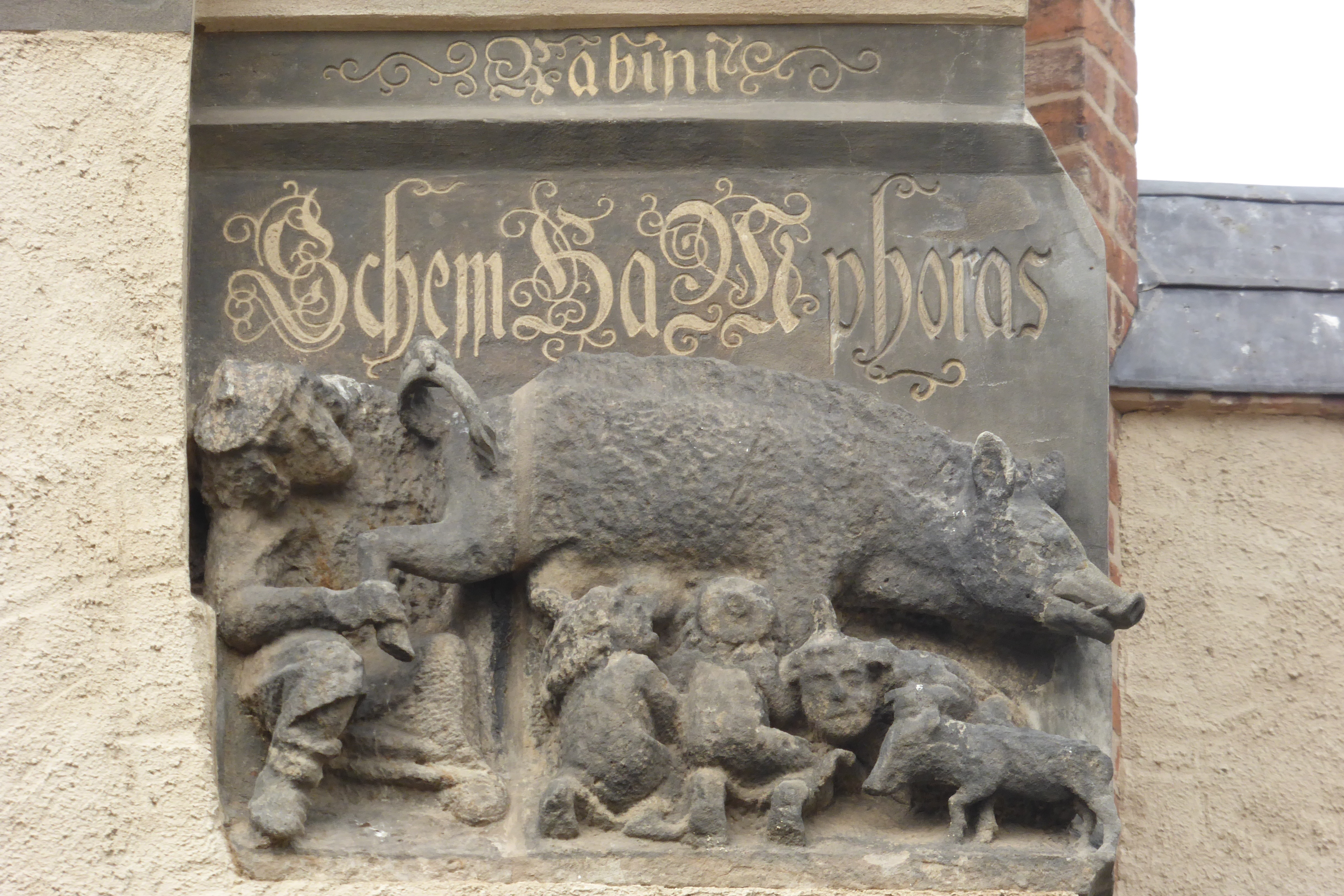
Nella chiesa di Wittenberg

La Judensau (dal tedesco: «Scrofa degli Ebrei») è il vocabolo usato per la descrizione di motivi animali figurativi apparsi durante il medioevo nell'arte cristiana e nella iconografia antisemita, dei popoli di lingua tedesca, ma soprattutto in Germania. Tuttavia, meno frequentemente anche in Belgio, Svezia, Austria e Svizzera a iniziare dal XIII secolo sino al XVI.

Nello specifico, l'utilizzo della rappresentazione del maiale, aveva il fine di umiliare e offendere gli ebrei, dato che il maiale e tutti i suini in genere, sono considerati animali impuri nel culto ebraico, e il consumo della carne è tassativamente vietato dal Casherut. La raffigurazione ha assunto varie forme artistiche, che vanno dall'altorilievo alla scultura, o stampe all'acquaforte.

Il tema riapparve già nell’ ‘800 in opposizione allo sviluppo di emancipazione degli ebrei. Ma dal XX secolo il soggetto fu ripreso e riadattato per la propaganda antisemita del terzo reich nella forma più aspra dell’offesa: saujude, ovvero «porco ebreo».

### Lista ebrei influenti
La lista degli influenti è spesso la base discriminante per citare nomi di ebrei italiani e stranieri ritenuti potenti e influenti. Ciò accade secondo il classico preconcetto antisemita.

Lo scopo di questi elenchi di proscrizione, secondo i neonazisti, è quello di rendere noti i nomi, affinché tutti sappiano chi sono e di fatto da boicottare e lederne la reputazione.

Negli ultimi anni, con l’avvento di internet, c’è stato un forte incremento di questo fenomeno che spesso è sfociato in vere e proprie campagne mediatiche d’odio.

### Ottantotto - 88
Il numero 88 è un codice numerico riconducibile anche al saluto nazista Heil Hitler, dato che la lettera H è l’ottava nell’alfabeto, pertanto 88 = HH = Heil Hitler.

Il simbolo è molto usato non solo dai neonazisti, ma in tutto il movimento del suprematismo bianco.

Come sempre più spesso accade, la rete internet, i social media e i forum dedicati, hanno contribuito alla diffusione del simbolo ideologico rappresentato dal numero 88.

### Piano Kalergi
È una teoria di complotto per la sostituzione delle etnie europee,  secondo cui esiste un piano d’incoraggiamento dell’immigrazione africana e asiatica verso l’Europa.

Prende il nome dal filosofo austriaco Richard Nikolaus di Coudenhove-Kalergi (1894-1972), fondatore dell’associazione Unione Paneuropea, al quale viene attribuita la responsabilità tra le frange estremiste di destra, come i nazionalisti, sovranisti e separatisti.

L’idea dell’ esistenza di un piano Kalergi fu sviluppata da Gerd Honsik, noto neo-nazista e negazionista austriaco, nel libro Addio Europa.
Ritornato alla ribalta con la crisi migratoria del 2015, il piano Kalergi ha avuto grande diffusione nel web a partire dai social, non tralasciando personaggi politici né l'editoria di estrema destra.

### Protocolli dei savi anziani di Sion
I Protocolli dei savi anziani di Sion sono una falsa documentazione atta a comprovare la presenza di una cospirazione internazionale ebraica. I protocolli descrivono un ipotetico piano predisposto da una fantomatica congrega presente a una conferenza di alte personalità dell’ebraismo mondiale, con la finalità di avere la sovranità universale in modo da rovesciare la società cristiana. Il falso documento fu redatto nei primi anni del XX secolo in Russia sotto forma di documento segreto con riferimento a un complotto ebraico e massonico.

La prima scrittura del testo fu redatta dall'agente dei servizi segreti russi Sergej Aleksandrovič Nilus dal 1901 al 1903, che si premurò personalmente di diffondere il falso in Russia. Dopo la prima pubblicazione nel 1903 ebbe grande risonanza nel resto d’Europa e oltre, ma già a pochi anni dalla prima pubblicazione, fu assodato che si trattasse di un falso. Tuttavia continuarono a essere ristampati in varie lingue e diffusi ampiamente in tutto l’occidente, tant’è che ebbero un ruolo fondamentale nella propaganda nella Germania nazista.

Ancora adesso il falso documento è disponibile in varie edizioni stampate e sulla rete internet, dove è principalmente utilizzato per diffondere antisemitismo.

### QAnon
La tesi di QAnon ha origine il 28 ottobre del 2017, quando un utente anonimo dal nickname Q posta sulla piattaforma social 4chan, dentro un forum di estrema destra, una serie di messaggi che affermano l’esistenza un fantomatico (stato profondo) Deep State.Secondo la teoria un alto dirigente del Governo Usa, che aveva accesso a rapporti qualificati come segreti della difesa, avrebbe fornito ipotesi sotto forma di domande ambigue, atte a porre supposizioni sull’esistenza di una cospirazione.

Anche se in maniera non troppo esplicita, QAnon ha espresso sin da subito una radice antiebraica riprendendo i vecchi miti antisemiti riguardo al potere di una fantomatica lobby segreta che vuole governare il mondo.

### Shlomo
Shlomo è un nome proprio maschile di origine ebraica, sovente utilizzato da antisemiti per riferirsi a ebrei senza dover nominare la parola ebreo, così da eludere il controllo nei social media.